# Male Loče
Male Loče je naselje u slovenskoj Općini Ilirskoj Bistrici. Male Loče se nalazi u pokrajini Notranjskoj i statističkoj regiji Notranjsko-kraškoj. 

## Stanovništvo
Prema popisu stanovništva iz 2002. godine naselje je imalo 39 stanovnika.